# Platagarista tetrapleura
Platagarista tetrapleura là một loài bướm đêm trong họ Noctuidae.